# Бехштет
Бехштет (њем. Bechstedt) општина је у њемачкој савезној држави Тирингија. Једно је од 39 општинских средишта округа Залфелд-Рудолштат. Према процјени из 2010. у општини је живјело 169 становника. Посједује регионалну шифру (AGS) 16073006.

## Географски и демографски подаци
Бехштет се налази у савезној држави Тирингија у округу Залфелд-Рудолштат. Општина се налази на надморској висини од 375 метара. Површина општине износи 3,5 km². У самом мјесту је, према процјени из 2010. године, живјело 169 становника. Просјечна густина становништва износи 49 становника/km².

## Међународна сарадња
| Мјесто    | Држава      | Врста сарадње | Од    |
| --------- | ----------- | ------------- | ----- |
|           | Португалија | пријатељство  | 2000. |
| Нађканижа | Мађарска    | пријатељство  | 2000. |
|           | Француска   | пријатељство  | 2000. |
|           | Француска   | партнерство   | 1964. |
|           | Чешка       | пријатељство  | 2000. |
| Извор     |             |               |       |